# 趙鵬程 (隆慶進士)
趙鵬程（1544年—？），字汝圖，號溟南，順天府大興縣匠籍，直隸揚州府通州人，明朝政治人物。

## 生平
隆庆四年庚午科順天府鄉試第十四名舉人。隆慶五年（1571年）中式辛未科會試第三百四十三名，二甲第一名進士。改庶吉士，萬曆元年（1573年）五月授翰林院编修，六年十月充会典纂修官，七年正月充经筵展書官，九年二月出为河南右参议兼佥事，十一年二月升河南提学副使，丁憂歸。十四年以参议调用，十五年降用。二十年补濮州判官，二十一年升應天府推官，二十二年升南京太仆寺寺丞，告病。
萬曆三十三年（1605年）十一月復除太仆寺丞添注管事，代摄京营点烙，三十四年三月改尚宝司丞，三十五年閏六月升尚宝司卿，四十一年七月升太常寺少卿，不久因病致仕。

## 家族
曾祖趙瑢，知縣；祖父趙顯；父趙子春，母鮑氏；繼母孫氏。具庆下。兄趙雲程（嘉靖己未進士、遼州知州）。